# Världsmästerskapen i alpin skidsport 2019
Världsmästerskapen i alpin skidsport 2019 avgjordes i Åre i Sverige den 4–17 februari 2019. Det stod klart då orten vunnit omröstningen om arrangörskapet över Cortina d'Ampezzo i Italien under FIS-kongressen i Barcelona i Spanien den 5 juni 2014. Invigning hölls den 4 februari, medan den första tävlingsgrenen avgjordes dagen därpå.

## Program
| Datum               | Tid (UTC+1) | Gren                                     |
| ------------------- | ----------- | ---------------------------------------- |
| Måndag 4 februari   | ?           | Invigningsceremoni                       |
| Tisdag 5 februari   | 12:30       | Damernas super-G                         |
| Onsdag 6 februari   | 12:30       | Herrarnas super-G                        |
| Fredag 8 februari   | 11:00       | Damernas alpina kombination – störtlopp  |
| Fredag 8 februari   | 16:15       | Damernas alpina kombination – slalom     |
| Lördag 9 februari   | 12:30       | Herrarnas störtlopp                      |
| Söndag 10 februari  | 12:30       | Damernas störtlopp                       |
| Måndag 11 februari  | 11:00       | Herrarnas alpina kombination – störtlopp |
| Måndag 11 februari  | 14:30       | Herrarnas alpina kombination – slalom    |
| Tisdag 12 februari  | 16:00       | Lagtävling – herrar & damer              |
| Torsdag 14 februari | 14:15       | Damernas storslalom – åk 1               |
| Torsdag 14 februari | 17:45       | Damernas storslalom – åk 2               |
| Fredag 15 februari  | 14:15       | Herrarnas storslalom – åk 1              |
| Fredag 15 februari  | 17:45       | Herrarnas storslalom – åk 2              |
| Lördag 16 februari  | 11:00       | Damernas slalom – åk 1                   |
| Lördag 16 februari  | 14:30       | Damernas slalom – åk 2                   |
| Söndag 17 februari  | 11:00       | Herrarnas slalom – åk 1                  |
| Söndag 17 februari  | 14:30       | Herrarnas slalom – åk 2                  |

## Medaljöversikt

### Herrar
| Disciplin         | Guld                        | Silver                                              | Brons                        |
| Störtlopp         | Kjetil Jansrud Norge        | Aksel Lund Svindal Norge                            | Vincent Kriechmayr Österrike |
| Super-G           | Dominik Paris Italien       | Johan Clarey Frankrike Vincent Kriechmayr Österrike | —                            |
| Storslalom        | Henrik Kristoffersen Norge  | Marcel Hirscher Österrike                           | Alexis Pinturault Frankrike  |
| Slalom            | Marcel Hirscher Österrike   | Michael Matt Österrike                              | Marco Schwarz Österrike      |
| Alpin kombination | Alexis Pinturault Frankrike | Štefan Hadalin Slovenien                            | Marco Schwarz Österrike      |

### Damer
| Disciplin         | Guld                   | Silver                       | Brons                    |
| Störtlopp         | Ilka Štuhec Slovenien  | Corinne Suter Schweiz        | Lindsey Vonn USA         |
| Super-G           | Mikaela Shiffrin USA   | Sofia Goggia Italien         | Corinne Suter Schweiz    |
| Storslalom        | Petra Vlhová Slovakien | Viktoria Rebensburg Tyskland | Mikaela Shiffrin USA     |
| Slalom            | Mikaela Shiffrin USA   | Anna Swenn-Larsson Sverige   | Petra Vlhová Slovakien   |
| Alpin kombination | Wendy Holdener Schweiz | Petra Vlhová Slovakien       | Ragnhild Mowinckel Norge |

### Lagtävling
| Disciplin       | Guld                                                                                                | Silver | Brons                                                                                              |
| Parallellslalom | Schweiz Aline Danioth Andrea Ellenberger Wendy Holdener Sandro Simonet Daniel Yule Ramon Zenhäusern | Österrike Franziska Gritsch Christian Hirschbühl Katharina Liensberger Michael Matt Marco Schwarz Katharina Truppe | Italien Marta Bassino Irene Curtoni Lara Della Mea Simon Maurberger Riccardo Tonetti Alex Vinatzer |